# Estúrnids
Els estúrnids (Sturnidae) són una família d'ocells de l'ordre dels passeriformes de dimensions mitjanes o petites. les diverses espècies s'anomenen estornells (a Euràsia i Àfrica) i mainàs a l'Àsia.

## Morfologia
- Cos massís i plomatge generalment vistós i amb lluentor metàl·lica.
- Bec prim, fort i recte.

## Alimentació
Són eminentment omnívors que es nodreixen sobretot d'insectes (ortòpters i, en particular, de llagostes), fruites i nectar.
Moltes espècies busquen preses com ara les larves mitjançant una tècnica anomenada "sondeig de bec obert", és a dir, obrint amb força el bec després d'introduir-lo en una escletxa, ampliant així el forat i exposant la presa.
Altres espècies també són importants dispersores de llavors als continents d'Àsia i Àfrica, per exemple, el sàndal i el banià d'Índia. A més de consumir fruites, molts estornells també consumeixen nèctar. Es desconeix fins a quin punt els estúrnids són pol·linitzadors importants, però almenys alguns ho són, com l'estornell becfí de les zones muntanyoses de l'Àfrica oriental, que pol·linitza lobèlies gegants.

## Costums
Són animals gregaris i, sovint, es desplacen per terra. De vol ràpid, solen formar estols molt nombrosos que hom pot veure en caure la tarda, quan milers d'exemplars es dirigeixen a jóc. Aquesta sociabilitat es manifesta també quan arriba el moment de nidificar, car ho fan en colònies.

## Distribució geogràfica
Les nombroses espècies estan distribuïdes per Europa, Àfrica, Àsia i Austràlia. Entre elles destaquen les dels gèneres Sturnus habituals als Països Catalans (en especial l'estornell negre i l'estornell comú).
Diverses espècies europees i asiàtiques s'han introduït a Amèrica del Nord, Hawaii i Nova Zelanda, on generalment competeixen pels hàbitats amb les aus autòctones i es consideren espècies invasores.

## Curiositats
El mainà religiós és conegut per la seva capacitat per imitar la veu humana. S'ha afirmat que és el millor ocell parlant i el millor imitador del món. El seu parent europeu, l'estornell comú, també és considerat un expert en el mimetisme.

## Gèneres i espècies

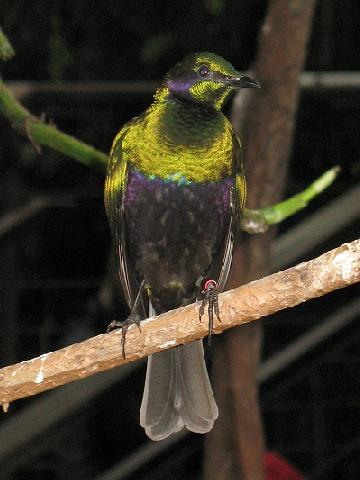
Estornell maragda fotografiat al zoològic de Nova York.

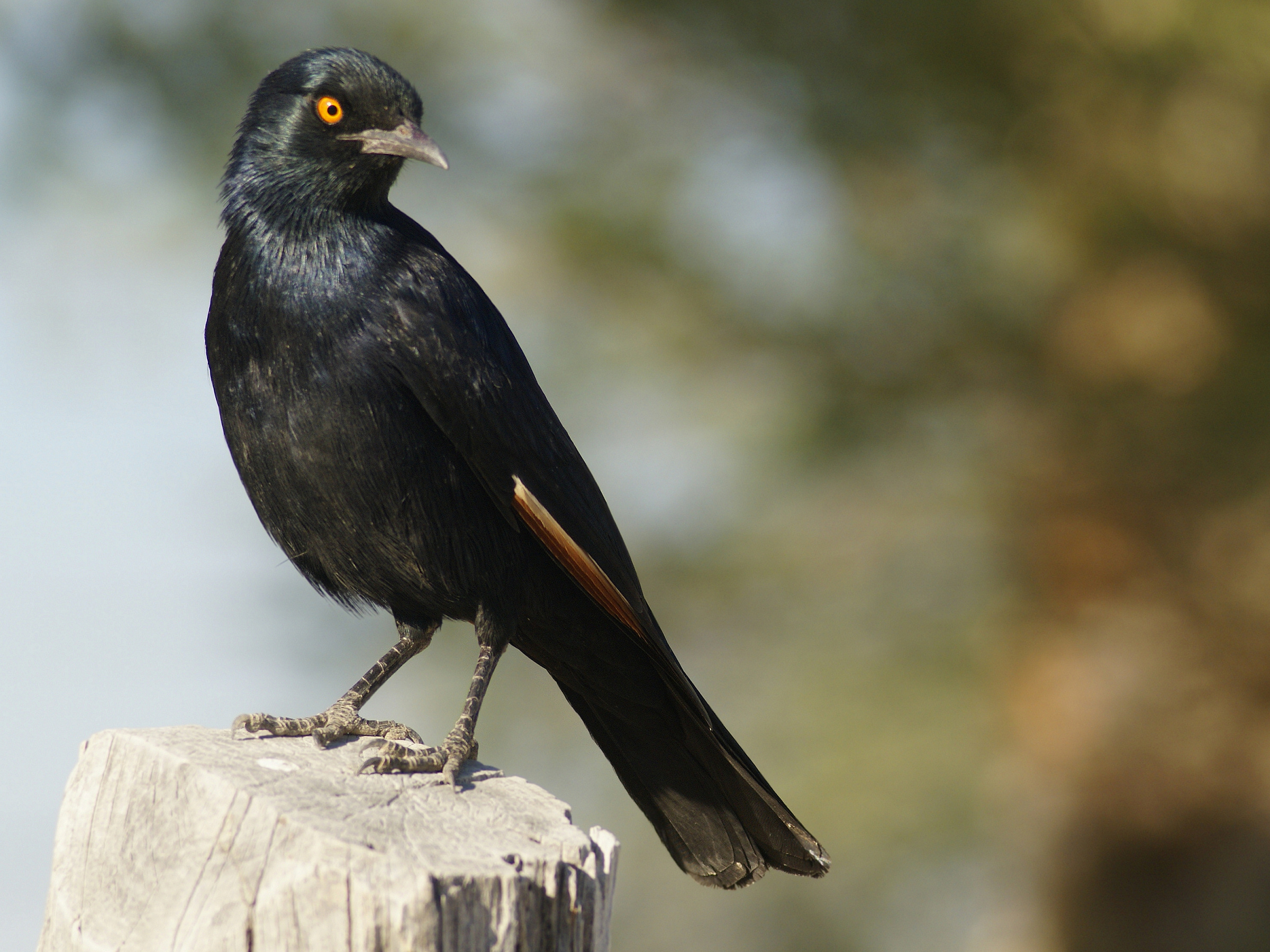
Estornell alaclar fotografiat a Namíbia.

Segons la classificació del Congrés Ornitològic Internacional (versió 12.2, 2022) aquesta família està formada per 34 gèneres i 126 espècies:
- Gènere Aplonis, amb 25 espècies.
- Gènere Mino, amb tres espècies.
- Gènere Basilornis, amb 3 espècies.
- Gènere Goodfellowia, amb una espècie: mainà de Mindanao (Goodfellowia miranda)
- Gènere Sarcops, amb una espècie: mainà calb (Sarcops calvus)
- Gènere Streptocitta, amb dues espècies.
- Gènere Enodes, amb una espècie: estornell cellut (Enodes erythrophris)
- Gènere Scissirostrum, amb una espècie: estornell picot (Scissirostrum dubium)
- Gènere Saroglossa, amb una espècie: estornell pintat (Saroglossa spilopterus)
- Gènere Ampeliceps, amb una espècie: mainà crestadaurat (Ampeliceps coronatus)
- Gènere Gracula, amb 5 espècies.
- Gènere Acridotheres, amb 10 espècies.
- Gènere Spodiopsar, amb dues espècies.
- Gènere Gracupica, amb dues espècies.
- Gènere Agropsar, amb dues espècies.
- Gènere Sturnia, amb 5 espècies.
- Gènere Sturnornis, amb una espècie: estornell de Sri Lanka (Sturnornis albofrontatus)
- Gènere Leucopsar, amb una espècie: mainà de Bali (Leucopsar rothschildi)
- Gènere Fregilupus, amb una espècie: estornell de la Reunió (Fregilupus varius)
- Gènere Necropsar, amb una espècie: estornell de Rodrigues (Necropsar rodericanus)
- Gènere Pastor, amb una espècie: estornell rosat (Pastor roseus)
- Gènere Sturnus, amb dues espècies.
- Gènere Creatophora, amb una espècie: estornell carunculat (Creatophora cinerea)
- Gènere Notopholia, amb una espècie: estornell ventrenegre (Notopholia corusca)
- Gènere Hylopsar, amb dues espècies.
- Gènere Lamprotornis, amb 23 espècies.
- Gènere Hartlaubius, amb una espècie: estornell de Madagascar (Hartlaubius auratus)
- Gènere Cinnyricinclus, amb una espècie: estornell ametista (Cinnyricinclus leucogaster)
- Gènere Onychognathus, amb 11 espècies.
- Gènere Poeoptera, amb 5 espècies.
- Gènere Grafisia, amb una espècie: estornell de collar blanc (Grafisia torquata)
- Gènere Speculipastor, amb una espècie: estornell garser (Speculipastor bicolor)
- Gènere Neocichla, amb una espècie: estornell pitnegre (Neocichla gutturalis)
- Gènere Rhabdornis, amb 4 espècies.